# AVN Female Foreign Performer of the Year Award
Ocenění AVN Female Foreign Performer of the Year Award je cena, kterou každoročně uděluje společnost AVN od roku 2003. Je určeno pro pornoherečky jiné než americké národnosti.

## Historie oceněných a nominovaných
| Rok  | Foto | Oceněné        | Nominované |
| 2003 | | Rita Faltoyano | Zora Banks, Lea De Mae, Sophie Evans, Jana, Daniella Rush |
| 2004 | | Mandy Bright   | Mélanie Coste, Wanda Kurtis, Sophie Evans, Rita Faltoyano, Katja Kassin, Katsuni, Lucy Lee, Anna Nova, Alicia Rhodes, Stacy Silver, Monica Sweetheart, Michelle Wild                                   |
| 2005 | | Katsuni        | Cristina Bella, Niki Belucci, Mandy Bright, Mélanie Coste, Jane Darling, Rita Faltoyano, Aneta Keys, Cindy Lords, Sandra Romain, Julie Silver, Liliane Tiger                                           |
| 2006 | Sharka Blue, Mandy Bright, Brigitta Bulgari, Angel Dark, Rita Faltoyano, Tera Joy, Alicia Rhodes, Julie Silver, Stacy Silver, Barbara Summer, Liliane Tiger                                             | Katsuni        | |
| 2007 | Cristina Bella, Mandy Bright, Angel Dark, Jane Darling, Mya Diamond, Tiffany Hopkins, Isabel Ice, Claudia Jamsson, Cindy Lords, Monica Mattos, Poppy Morgan, Claudia Rossi, Priscila Sol, Liliane Tiger | Katsuni        | |
| 2008 | | Monica Mattos  | Baroka Balls, Nikky Blond, Caylian Curtis, Suzie Diamond, Diana Doll, Clara G, Isabel Ice, Melissa Lauren, Divinity Love, Oksana, Nikki Rider, Liliane Tiger, Tarra White, Yasmine                     |
| 2009 | | Eve Angel      | Black Angelika, Bambi, Chloe Delaure, Dian Doll, Regina Ice, Melissa Lauren, Loona Luxx, Roxy Panther, Peaches, Claudia Rossi, Viva Style, Cecilia Vega, Tarra White, Yasmine                          |
| 2010 | | Aletta Ocean   | Blue Angel, Stella DelCroix, Cindy Hope, Regina Ice, Jodie James, Cherry Jul, Melissa Lauren, Madison Parker, Anita Pearl, Monica Santhiago, Sofia Valentine, Cecilia Vega, Tarra White, Yasmine       |
| 2011 | | Angel Dark     | Aliz, Blue Angel, Jenny Baby, Black Angelika, Lou Charmelle, Carla Cox, Mandy Dee, Aleska Diamond, Cindy Hope, Lea Lexis, Kerry Louise, Natasha Marley, Jessica Moore, Tarra White                     |
| 2012 | | Aleska Diamond | Blue Angel, Black Angelika, Lou Charmelle, Liza Del Sierra, Cindy Dollar, Eufrat, Cathy Heaven, Franceska Jaimes, Gemma Massey, Aletta Ocean, Anna Polina, Jessie Volt, Tarra White, Zafira            |
| 2013 | Aliz, Black Angelika, Claire Castel, Carla Cox, Laura Crystal, Franceska Jaimes, Anissa Kate, Jenna Lovely, Aletta Ocean, Anna Polina, Ivana Sugar, Paige Turnah, Jessie Volt, Tarra White              | Aleska Diamond | |
| 2014 | | Anissa Kate    | Nikita Bellucci, Samantha Bentley, Claire Castel, Ava Dalush, Tiffany Doll, Marica Hase, Henessy, Cindy Hope, Jasmine Jae, Cayenne Klein, Valentina Nappi, Lyen Parker, Anna Polina, Ivana Sugar       |
| 2015 | Abbie Cat, Samantha Bentley, Alexis Crystal, Tiffany Doll, Cathy Heaven, Henessy, Jasmine Jae, Francesca Jaimes, Lola Reve, Ivana Sugar, Mira Sunset, Lola Taylor, Charlize Tinkerbell                  | Anissa Kate    | |
| 2016 | | Misha Cross    | Samantha Bentley, Stella Cox, Alexis Crystal, Sienna Day, Tiffany Doll, Tina Hot, Jasmine Jae, Franceska Jaimes, Anissa Kate, Manon Martin, Mea Melone, Amarna Miller, Lola Reve, Taylor Sands         |
| 2017 | Amirah Adara, Samantha Bentley, Claire Castel, Stella Cox, Sienna Day, Tiffany Doll, Lea Guerlin, Jasmine Jae, Ines Lenvin, Lexi Lowe, Amarna Miller, Anna Polina, Nekane Sweet, Alexa Tomas            | Misha Cross    | |
| 2018 | | Jasmine Jae    | Amirah Adara, Nikita Bellucci, Misha Cross, Eveline Dellai, Susy Gala, Gina Gerson, Anissa Kate, Cherry Kiss, Apolonia Lapiedra, Amarna Miller, Anna Polina, Valentina Ricci, Julia Roca, Alexa Tomas  |
| 2019 | | Anissa Kate    | Amirah Adara, Little Caprice, Misha Cross, Cassie del Isla, Clea Gaultier, Ella Hughes, Gina Gerson, Jasmine Jae, Tina Kay, Alyssia Kent, Cherry Kiss, Apolonia Lapiedra, Texas Patti, Tiffany Tatum   |
| 2020 | | Little Caprice | Amirah Adara, Misha Cross, Anna de Ville, Lady Dee, Cassie del Isla, Clea Gaultier, Lucy Heart, Apolonia Lapiedra, Anissa Kate, Tina Kay, Cherry Kiss, Barbie Sins, Tiffany Tatum, Rebecca Volpetti    |
| 2021 | Clea Gaultier | Clea Gaultier  | Little Caprice, Alexis Crystal, Anna de Ville, Cassie Del Isla, Angelika Grays, Jasmine Jae, Anissa Kate, Tina Kay, Nelly Kent, Cherry Kiss, Jia Lissa, Liya Silver, Sybil, Tiffany Tatum              |
| 2022 | | Little Caprice | Ginebra Bellucci, Anna de Ville, Cassie del Isla, Clea Gaultier, Angelika Grays, Tina Kay, Cherry Kiss, Jia Lissa, Baby Nicols, Kaisa Nord, Liya Silver, Sybil, Rebecca Volpetti, Zaawaadi             |
| 2023 | Alexis Crystal, Anna de Ville, Shalina Devine, Eva Elfie, Clea Gaultier, Romy Indy, Eden Ivy, Cherry Kiss, Veronica Leal, Rae Lil Black, Jia Lissa, Clara Mia, Liya Silver, Sybil                       | Little Caprice | |
| 2024 | Porno actress Cherry Kiss in a interview in December 2023 | Cherry Kiss    | Little Caprice, Kelly Collins, Alexis Crystal, Anna de Ville, Shalina Devine, Eden Ivy, Scarlett Jones, Catherine Knight, Geisha Kyd, Veronica Leal, Clara Mia, Tiffany Tatum, Christy White, Zaawaadi |
| 2025 | | Eve Sweet      | Amirah Adara, Little Caprice, Kelly Collins, Anna de Ville, Eden Ivy, Jadilica, Catherine Knight, Veronica Leal, Lia Lin, Clara Mia, Tiffany Tatum, Agatha Vega, Christy White, Zaawaadi               |

| Země původu        | Počet titulů | Počet vítězů |
| ------------------ | ------------ | ------------ |
| Francie            | 7            | 3            |
| Maďarsko           | 6            | 5            |
| Česko              | 3            | 1            |
| Polsko             | 2            | 1            |
| Brazílie           | 1            | 1            |
| Slovensko          | 1            | 1            |
| Spojené království | 1            | 1            |
| Srbsko             | 1            | 1            |
| Rumunsko           | 1            | 1            |